# Ga Myeongdeok
Ga Myeongdeok(Hán Việt: Minh Đức dịch) là ga của Daegu Metro tuyến 1 ở Namsan-dong, quận Jung, Daegu, Hàn Quốc. Vào 13 tháng 3 năm 2009, thang máy được gắn trước lối thoát.
Nó còn nối với tuyến tàu điện ngầm số 2 giữa ga Banwoldang và ga Myeongdeok.

## Liên kết
- DTRO trạm ảo Lưu trữ ngày 31 tháng 5 năm 2014 tại Wayback Machine